# 1970 en Nouvelle-Écosse
Chronologie de la Nouvelle-Écosse
- 1966
- 1967
- 1968
- 1969
- 1970
- 1971
- 1972
- 1973
- 1974

Cette page concerne des événements survenus en 1970 dans la province canadienne de la Nouvelle-Écosse.

## Politique
- Premier ministre : George Isaac Smith puis Gerald Regan
- Chef de l'Opposition :
- Lieutenant-gouverneur : Victor deBedia Oland
- Législature :

## Naissances
- 29 avril : Arnaud Briand, né à Sydney (Nouvelle-Écosse), joueur de hockey sur glace français qui jouait au poste d'attaquant.

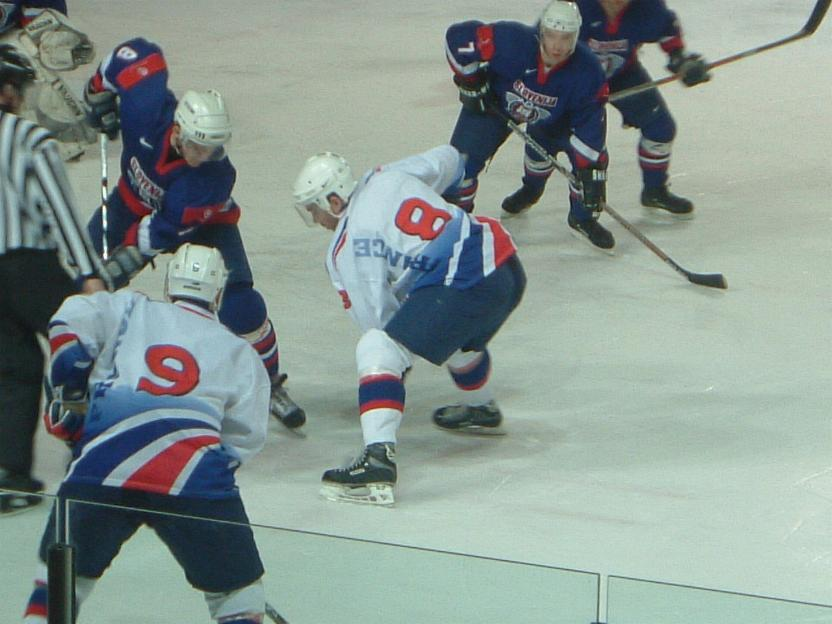
Arnaud Briand en 2003.